# コニー・グッピー
コニー・グッピーとは、日本の自動車メーカーであった愛知機械工業株式会社が、1961年（昭和36年）4月に発表、5月に発売し1963年（昭和38年）5月まで販売していた軽商用自動車（ピックアップトラック）である。

## 概要
当初は前2輪後1輪の一人乗りトラックが発案されたというが、結局、2人乗り4輪車となった。既存の軽商用車より一回り小さなクラスを狙った意欲作で、価格は22万5,000円、エンジンの排気量は当時の軽自動車規格の半分あまりに過ぎない199 ccであった。並列2座のベンチシートを備えた簡潔なモノコック式ピックアップ（セダンピックアップ）ボディを持ち、その運転席直後、小さな荷台下にパワートレーンを押し込み、後輪を駆動するミドシップレイアウトである。全体のデザインは若手工業デザイナーであった宮田脩平によるもので、完成度の高い内容であった。
最大の技術的特徴は、スクーターからの乗り換え需要を狙って岡村製作所製のトルクコンバーターを採用し、クラッチペダルを排した2ペダル仕様とした点である。ギアボックス自体は1速のみしか持たない減速機にすぎないが、低速トルクが稼ぎやすく吹け上がりの良い2ストロークエンジンに加え、車両総重量が小さく最高速度を抑えたこともあり、トルクコンバーターの追加によって、その機能を最大限に活かした無段変速機が出来上がった。このイージードライブ化により、コラム式シフトレバーは単純な前後進の切り替え操作のみとなった。コンパクトな8インチタイヤ、前輪ダブルウィッシュボーン、後輪トレーリングアームの四輪独立懸架、2ジョイント・スプラインシャフト付のリアドライブシャフト、12 V電装系など、技術的には360 ccクラスの平均以上となる高度な内容を持っていた。
燃料タンクは前方ボンネット助手席側内に収納されるが、独立した給油リッドを持つ。室内が大変狭いため、ステッキ型のハンドブレーキレバーがダッシュボード正面中央にあり、特異な配置であった。方向指示器は丸型レンズで後部ピラーに突き出しており、車両の前後両方から視認できるようにして通常は前後に二つずつ必要な方向指示器を省略している。車体後部にはオートバイのようなナンバープレート灯とブレーキランプを兼ねた尾灯が中央に1つ備わるのみである。
当初は月産300台から立ち上げ、1962年（昭和37年）には月産5,000台を目指した。しかし、199 cc 11馬力でトルクコンバーター自動変速機付きという最小限の動力性能では、スペックも0 - 200 m加速21.7秒、最高速度は公称で81 km/hに留まり、四輪独立式サスペンションや公称100 kgに留まる軽積載量も、悪路や過積載が常識であった当時の道路事情・実用状況にはマッチせず、販売は伸び悩んだ。途中、エンジンを強化した「スーパーグッピー」も投入されたが挽回はならず、1963年（昭和38年）3月までに当初の一か月分の生産目標にも満たない4,645台が生産されただけで姿を消した。このグッピーと、乗用車生産進出を目指したライトバンコニー・360コーチの失敗で愛知機械工業は1962年（昭和37年）9月期に赤字決算・無配に転落、日産自動車との業務提携に進むこととなった。

## ダットサン・ベビイ

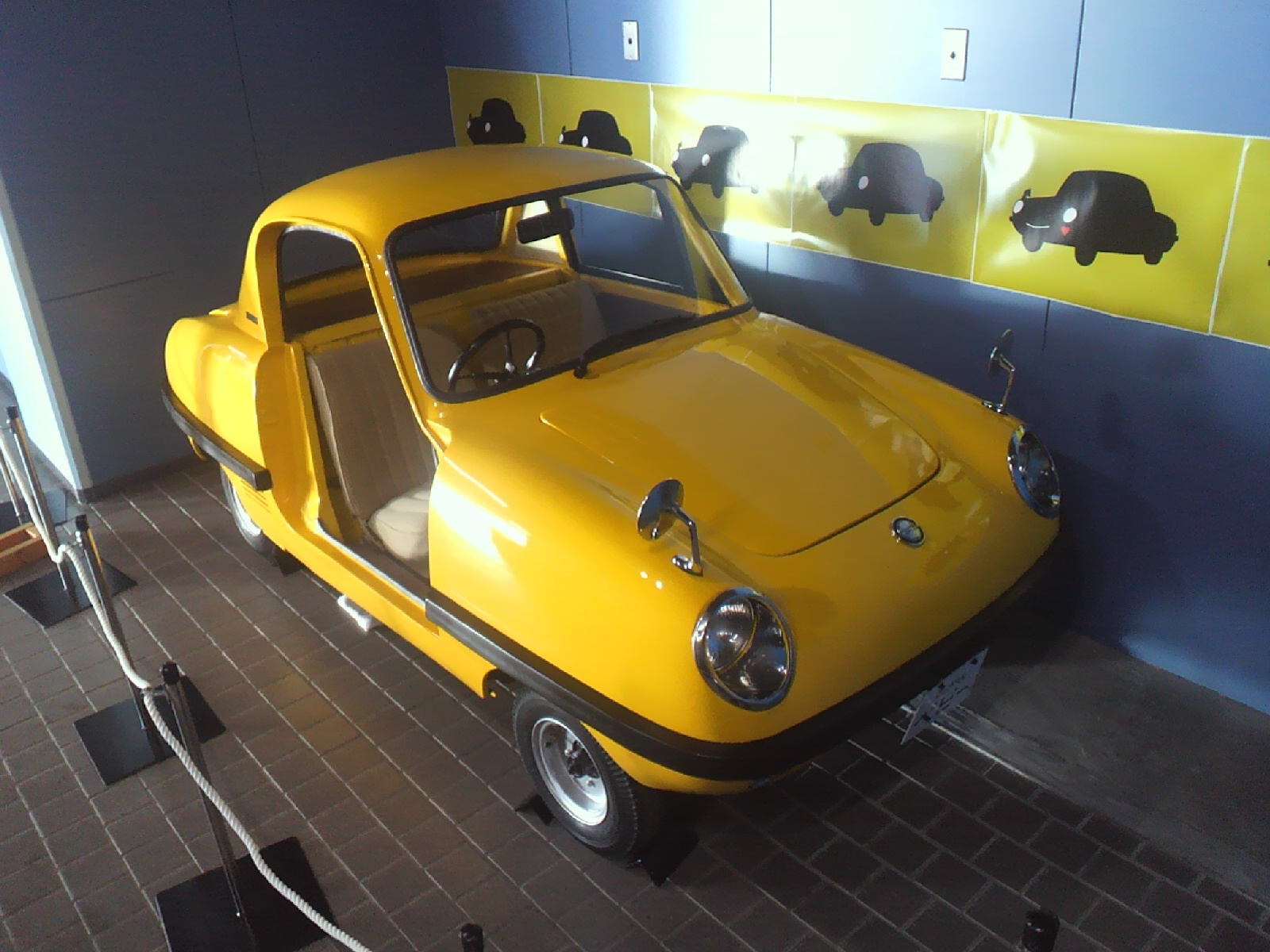
苫小牧市科学センターのダットサン・ベビイ

1965年（昭和40年）になってグッピーのストック部品から、この年開園した神奈川県の遊園地「こどもの国」のために「ダットサン・ベビイ」という専用設計車両が日産自動車の設計により100台製造された。これは日産自動車から同園に寄付され、その後「こどもたちに本物の自動車交通教育を提供する」という役割のもと、1973年（昭和48年）までアトラクションとして人気を呼んだ。
同年には苫小牧市科学センターの展示物充実のためにも一台寄贈されている。カラーリングはイエローであった。その後、1981年（昭和56年）にメンテナンスが行われ、展示のみとなったが、展示物の入れ替えなどもあり、しばらく倉庫の中で眠っていた。2011年（平成23年）になり、同車の修理が日産サービスセンター北海道支社の協力で行われ、2012年（平成24年）12月から再展示された。
2015年（平成27年）3月には、こどもの国開園50周年に合わせて日産テクニカルセンター内のボランティア組織「日産名車再生クラブ」によりこどもの国で保管されていた1台（100号車）が動態復元され、日産グローバル本社ギャラリーでの展示やこどもの国開園50周年イベントでの活用が行われた。